# ریدل (دهانه)

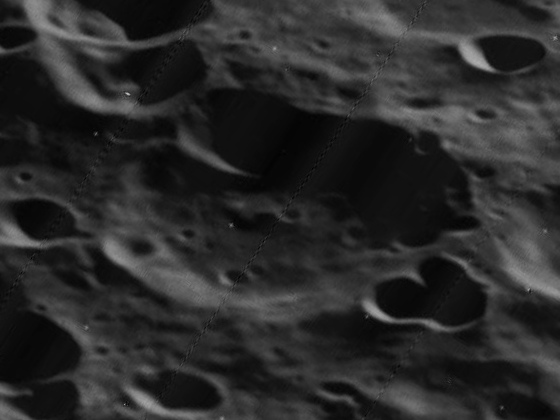
نمای اریب ریدل روی ماه ایجاد شده

ریدل یک دهانه برخوردی در ماه‌ است.

## دهانه‌های اقماری
این دهانه ۳ دهانه اقماری دارد.
| Riedel | عرض جغرافیایی | طول جغرافیایی | قطر          |
| ------ | ------------- | ------------- | ------------ |
| Q      | ۴۹.۹° S       | ۱۴۱.۷° W      | ۲۵.۰ کیلومتر |
| Z      | ۴۷.۴° S       | ۱۳۹.۷° W      | ۳۰.۰ کیلومتر |
| G      | ۴۹.۲° S       | ۱۳۳.۶° W      | ۲۶.۰ کیلومتر |